# Arroyo Matachinas
Der Arroyo Matachinas ist ein Fluss in Uruguay.
Er entspringt bei Sarandí de Navarro auf dem Gebiet des Departamento Río Negro und mündet, nachdem er in Ost-West-Richtung verläuft, als linksseitiger Nebenfluss in den Arroyo Averías Grande.